# Perissolestes paprzyckii
Perissolestes paprzyckii är en trollsländeart som beskrevs av Kennedy 1941. Perissolestes paprzyckii ingår i släktet Perissolestes och familjen Perilestidae. Inga underarter finns listade i Catalogue of Life.